# Estadio Victoria (Gibraltar)
El estadio Victoria (en inglés: Victoria Stadium) es un estadio de usos múltiples. Actualmente se utiliza principalmente para los partidos de fútbol, pero también acoge el Festival de Música de Gibraltar. El estadio está ubicado cerca del aeropuerto de Gibraltar, justo al lado de la  avenida Winston Churchill. Fue nombrado en honor a la esposa del filántropo gibraltareño John Mackintosh.
A pesar de los planes iniciales para reemplazar el estadio en 2010, la Asociación de Fútbol de Gibraltar (GFA) compró el estadio al Gobierno de Gibraltar en abril de 2017 con el fin de mejorarlo y renovarlo, para que pueda permitir a la Selección de fútbol de Gibraltar disputar partidos allí, ya que anteriormente los jugaba en el Estadio Algarve de Portugal. Entre 2017 y 2022 la selección disputó sus partidos en el Estadio Victoria con una autorización especial de la FIFA con la condición de construir un nuevo estadio, y desde 2022 la selección de Gibraltar ha vuelto a jugar en el Estadio Algarve. 
 La construcción del nuevo estadio está previsto 2023 y costará 100 millones de libras.

## Historia
El estadio Victoria fue construido al pie del peñón de Gibraltar y al lado del aeropuerto de Gibraltar. Se abrió por primera vez en 1926 como un campo deportivo militar. En 1971 el estadio fue reconstruido por el Cuerpo de Ingenieros de Reales como campo deportivo de uso militar y civil. En 1991 el Gobierno de Gibraltar financió el mejoramiento de la pista de atletismo.
La construcción del estadio fue polémica ya que fue construido en el istmo de Gibraltar que se encuentra en disputa entre España y el Reino Unido. Cuando la Asociación de Fútbol de Gibraltar (GFA) solicitó ser miembro de la UEFA en 2007, la Real Federación Española de Fútbol expresó su oposición y pidió a la FIFA que se respete los acuerdos del Tratado de Utrecht de 1713, como consecuencia en la votación celebrada por la UEFA rechazó la adhesión de Gibraltar, solo Inglaterra, Gales y Escocia votaron a favor.

## Fútbol

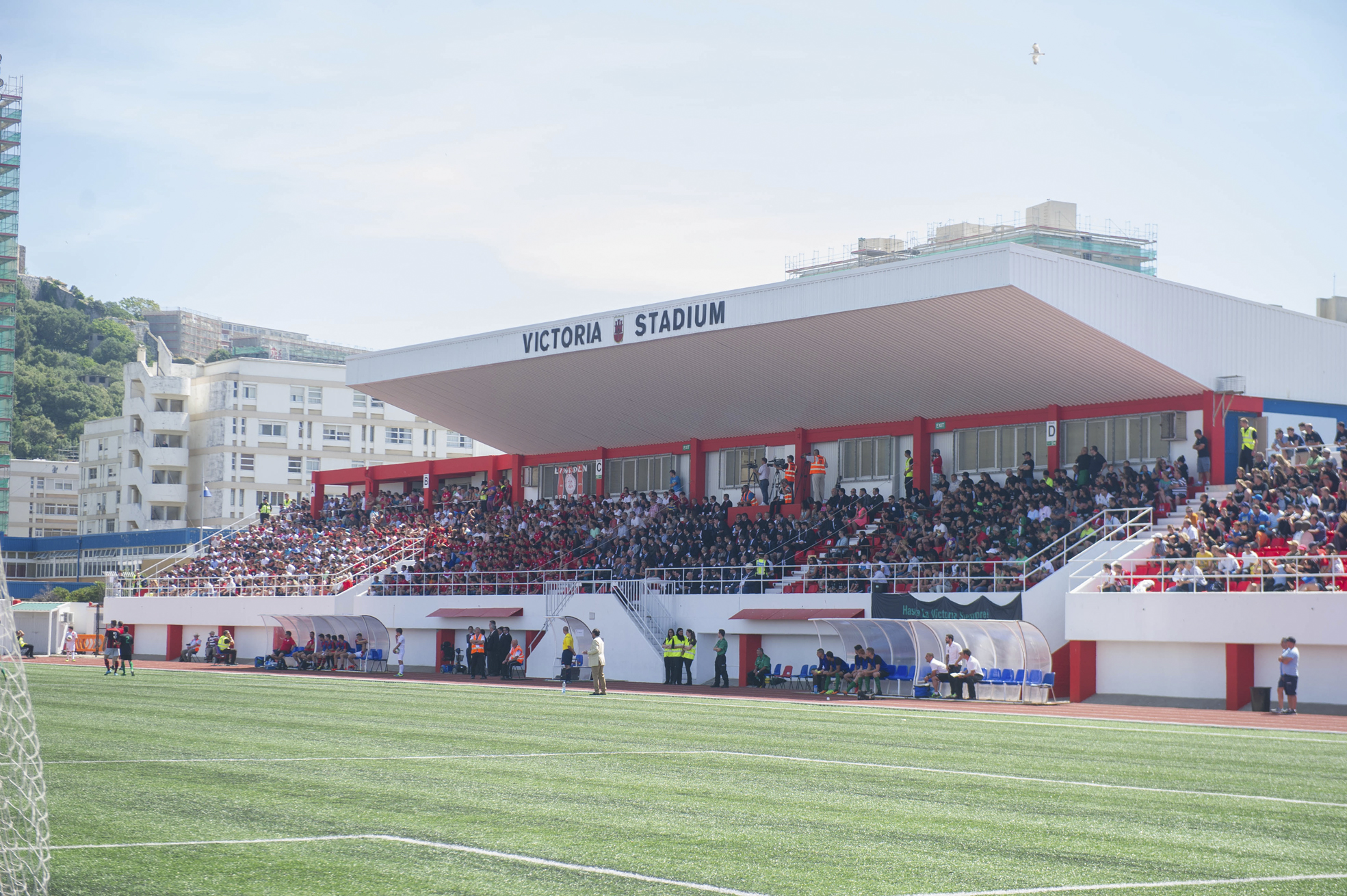
El estadio Victoria durante la final de la Rock Cup 2015.

El estadio Victoria se usa principalmente para los partidos de fútbol de los torneos que organiza la Asociación de Fútbol de Gibraltar. Todos los clubes de la Liga de Fútbol de Gibraltar juegan sus partidos en el Estadio Victoria, también se utiliza para los partidos de la Rock Cup. Antes de la admisión de la Asociación a la FIFA, se usó para la celebración de partidos amistosos.
Tras la admisión de la Asociación de Fútbol de Gibraltar como miembro pleno de la UEFA en mayo de 2013, la UEFA prohibió que la selección de fútbol de Gibraltar usara el estadio para disputar partidos oficiales, ya que no cumplía con los requisitos establecidos y era propiedad del Gobierno de Gibraltar. Como consecuencia de no ser propietario la GFA no tenía la autoridad para realizar las mejoras. Este hecho obligó a la selección de fútbol a jugar sus partidos oficiales de UEFA y FIFA como «local» en el estadio Algarve de Faro en Portugal; sin embargo se le permitió disputar partidos amistosos en el Estadio Victoria. El Gobierno de Gibraltar y el primer ministro de Gibraltar, Fabian Picardo,  declararon que no gastarían dinero público para realizar mejoras sin que la UEFA diera su aprobación.
El estadio, sin embargo, cumplía con los requisitos de un estadio de categoría 2 lo que le permitía acoger partidos de la Liga de Campeones y de la Liga Europa. Un ejemplo de esto es el partido entre Lincoln Red Imps y Celtic por la segunda ronda previa de la Liga de Campeones de la UEFA 2016-17, que terminó con la épica victoria de Lincoln 1 - 0. Sin embargo en 2017 la UEFA anunció que el Estadio Victoria no podría ser utilizado por todos los representantes de Gibraltar tanto en la Liga de Campeones como en la Liga Europa; esto debido al aumento del número de representantes de Gibraltar en competiciones internacionales y al fracaso de una inspección de campo realizada por la UEFA.

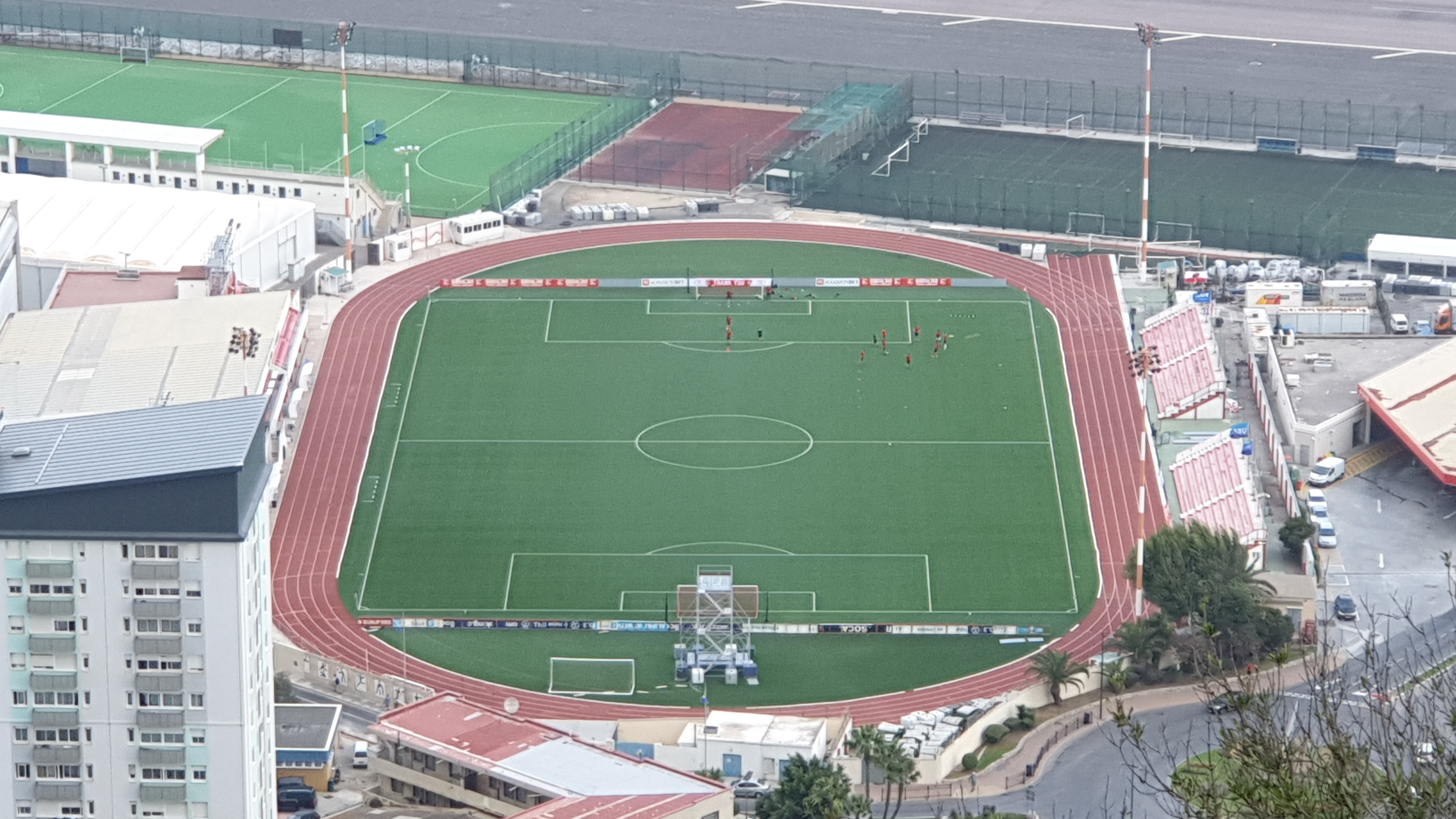
Vista aérea del estadio Victoria tomada desde el peñón de Gibraltar (septiembre de 2020).

La GFA propuso, en un principio, construir un nuevo estadio en Punta Europa, el estadio de Punta Europa, para reemplazar al Estadio Victoria como sede de los partidos oficiales de la selección de fútbol. Debido a la oposición de la población el proyecto fue cancelado por el Gobierno de Gibraltar. Una nueva propuesta intentó proyectar la construcción de un nuevo estadio en el espacio del Cuartel Lathbury; sin embargo la Sociedad de Ornitología e Historia Natural de Gibraltar se opuso a este argumentando que el Ministerio de Defensa tendría que ceder tierras que habían sido designadas por la Directiva de Hábitats de la Unión Europea como zona especial para la conservación. En abril de 2017 la GFA anunció la compra del estadio (al Gobierno de Gibraltar) con el fin de mejorarlo y convertirlo en un estadio Categoría 4 de la UEFA, que permita acoger partidos oficiales. El costo de la compra fue de 16,5 millones de libras, dinero que fue otorgado a la GFA por parte de la UEFA y la FIFA. El Gobierno de Gibraltar anunció que utilizaría el dinero de la venta para implementar instalaciones deportivas en el  Cuartel Lathbury y en Punta Europa. Las obras de ampliación le darán al estadio un capacidad para 8 000 espectadores y será reconocido como un estadio de categoría 4, y está previsto que las obras comiencen en 2023.

## Otros deportes
El estadio también ha sido sede de partidos de críquet desde 1993. El primer partido de críquet se disputó cuando Marylebone Cricket Club visitó Gibraltar para enfrentar a la selección de críquet de Gibraltar en 1993. También ha sido usado por la selección de rugby de Gibraltar. Además el estadio cuenta con una pista de carrera de 400 metros y seis carriles que lo rodean que se usan para realizar torneos de atletismo. En 2019 será el estadio principal durante los XVIII Juegos de las Islas que se celebrarán en Gibraltar.